# Касаева, Марфа Филипповна
Марфа Филипповна Касаева (1916, Георгиевка, Глазовский уезд, Вятская губерния, Российская империя — 1992) — работница предприятия «Прибалхашстрой», Герой Социалистического Труда (1966). Заслуженный строитель Казахской ССР.

## Биография
Родилась в 1916 году в селе Георгиевка, Вятская губерния (сегодня — Пермский край).
В 1939 году переехала в Казахскую ССР и стала проживать в городе Балхаш, где, окончив строительное училище, поступила на работу штукатуром на предприятие «Прибалхашстрой». Прошла путь до высококвалифицированного отделочника.
Участвовала в строительстве сотен жилых домов, культурно-бытовых учреждений и других объектов Балхаша. Работая отделочником, выполняла план работ на 130—140 %. Являясь активным участником социалистического соревнования, занимала лидирующие места. 11 августа 1964 года указом Президиума Верховного Совета СССР Марфе Касаевой было присвоено высокое звание Героя Социалистического Труда.
Проработала на «Прибалхашстрое» до выхода на пенсию.
Умерла в 1992 году в городе Балхаш.

## Награды
- Герой Социалистического Труда — указом Президиума Верховного Совета СССР от 11 августа 1966 года;
- Орден Ленина (11.08.1966);
- Орден Знак Почёта;
- Медаль «За трудовое отличие».